# Jackie Stewart
John Young Stewart (Dumbartonshire, Escòcia, 11 de juny de 1939) més conegut com a Jackie Stewart, pilot de fórmula 1 britànic, campió del món 1969, 1971 i 1973.
Va córrer per a les escuderies B.R.M, Matra i Tyrrell. Va participar en 99 Grans Premis, aconseguint 27 victòries que li van significar un rècord fins que Alain Prost ho va superar el 1987.
Va dirigir la seva escuderia, Stewart Grand Prix entre els anys 1997 i 1999, juntament amb el seu fill, abans de vendre-la a Ford, que li va canviar el nom a Jaguar Racing. Va liderar la lluita per la seguretat dintre de la F1 en els 60 introduint el casc envolupant. El 1966 el pilot anglès Graham Hill li va salvar la vida al circuit de Spa-Francorchamps al rescatar-lo del seu cotxe en flames.

## Carrera

### Començaments
Stewart va néixer al poble escocès de Milton (West Dunbartonshire) l'11 de juny de 1939, al si d'una família que es dedicava al món del motor, de manera que Stewart es va sentir atret a tot allò referent a l'automobilisme. Els seus pares tenien una botiga on venien automòbils Jaguar. D'aquesta manera, Jackie va aprendre des de ben petit al garatge de la botiga. A més el seu germà gran, Jimmy, era pilot de carreres i era reconegut als circuits de la ciutat.
Jackie Stewart va començar amb els automòbils pel fet que a l'escola li anava malament perquè tenia dislèxia,, però llavors no se la van diagnosticar. D'aquesta manera va anar passant la seva adolescència als tallers.
Quan ho va trobar Ken Tyrrell, va saber de les seves virtuts i va decidir contractar-ho, ja que Ken Tyrrell tenia un equip de Fórmula Junior, on allà va anar guanyant carreres i fama. En 1964, va guanyar set de les deu carreres de la Fórmula 3 Britànica BARC amb Tyrrell.

### Fórmula 1

#### BRM
Si bé va signar amb BRM al costat de Graham Hill en 1965, un contracte que li va reportar 4,000 £, la seva primera carrera en un monoplaça de Fórmula 1 va ser per a Lotus, com a suplent d'un lesionat Jim Clark, al Gran Premi de Rand, una carrera dividida en dues mànegues que no era part del campionat mundial el desembre de 1964. Després de classificar-se a la pole position, el Lotus va trencar a la primera mànega, però va guanyar la segona i va aconseguir la volta ràpida. En el seu debut al Campionat Mundial de F1 a Sud-àfrica, va acabar sisè. La seva primera gran victòria en una competència va arribar al BRDC International Trophy (fora del campionat) a finals de la primavera, i abans de final d'any va guanyar la seva primera cursa una carrera puntuable a Monza, lluitant roda a roda amb el P261 del company d'equip Hill. Stewart va acabar la seva primera temporada amb una victòria i quatre podis més (tres segons i un tercer), així com un tercer lloc al Campionat Mundial de Pilots.
Després del seu començament prometedor l'any anterior, la temporada 1966 i la de l'any 1967 no van ser bons anys per a Stewart. Els BRM H16 de tres litres no eren fiables, encara que Stewart va guanyar el Gran Premi de Mònaco de 1966 en un automòbil amb motor de dos litres. L'esdeveniment més significatiu va ser el seu accident al Gran Premi de Bèlgica de 1966 al circuit de Spa-Francorchamps, que va provocar que es perdés la següent carrera i va desencadenar la seva campanya per millorar la seguretat a la F1. Després d'una temporada 1967 en què va abandonar en gairebé totes les curses, va marxar de l'equip.

#### Matra International

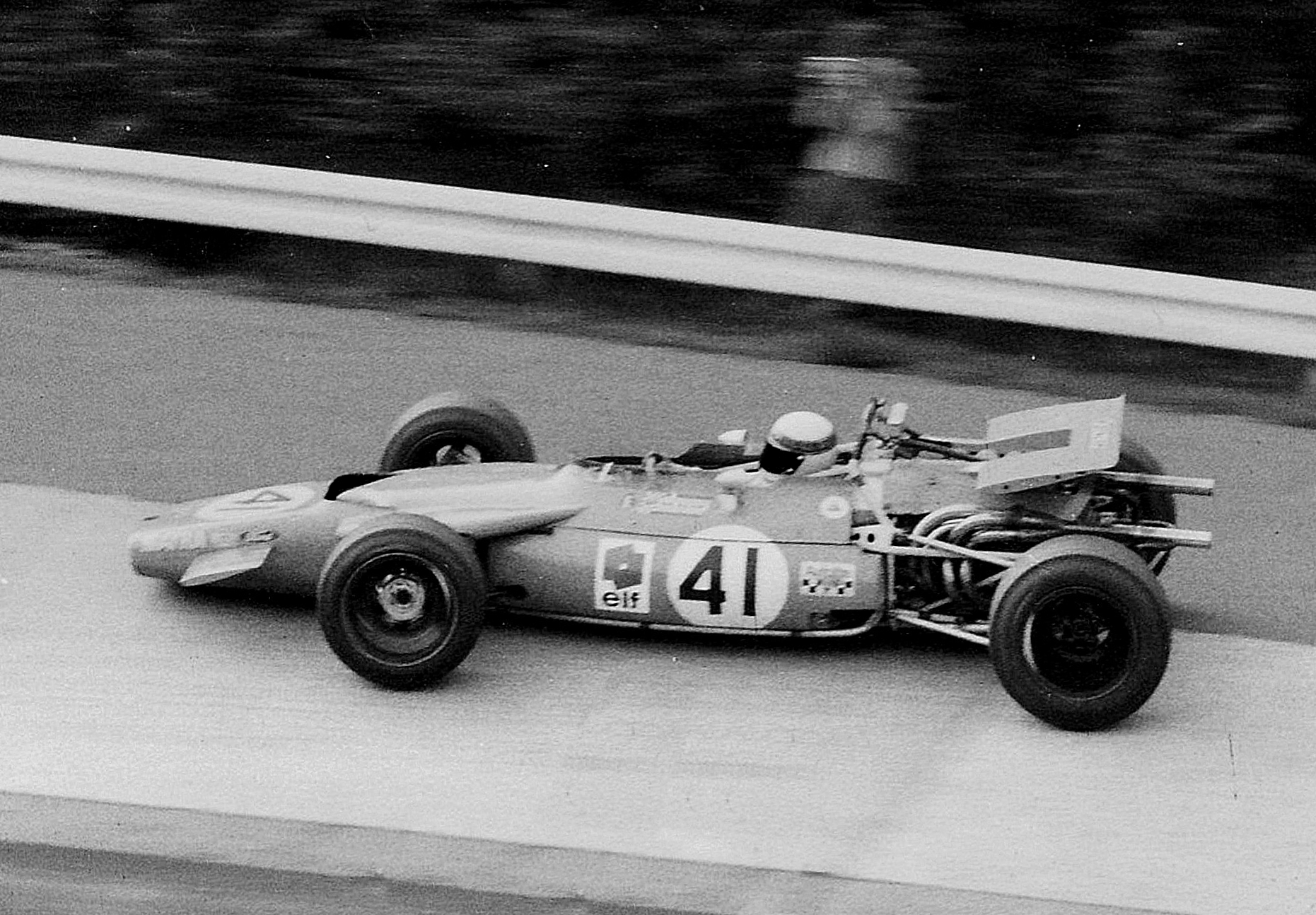
Stewart sobre el seu Matra MS 84, a Nürburgring 1969.

Per a la temporada 1968 en la Fórmula 1, es va canviar a l'equip Matra International de Ken Tyrrell, on conduïa un Matra MS10-Cosworth. Després de la primera carrera, se'n va perdre dos a causa d'un accident a la Fórmula 2. La seva primera victòria de la temporada va ser sota una forta pluja a Gran Premi dels Països Baixos de 1968 al circuit de Zandvoort. Va seguir una altra victòria sota la pluja i la boira a Nürburgring, on va guanyar per un marge de quatre minuts. També va guanyar el GP dels EUA  disputat al circuit de Watkins Glen, però no va puntuar al Gran Premi de Mèxic de 1968, per la qual cosa va perdre el títol de pilots davant Hill.
L'any 1969, conduint el Matra MS80, Stewart va tenir diverses carreres en què va dominar completament a l'oposició, com guanyar per més de dues voltes al Gran Premi d'Espanya de 1969 disputat a Montjuïc. Va guanyar amb un minut d'avantatge a Clemont-Ferrand i per més d'una volta al Gran Premi de Gran Bretanya de 1969 disputat al circuit de Silverstone. Amb victòries addicionals a Kyalami, Zandvoort i Monza, Stewart es va convertir en campió mundial. Fins al 2005, va ser l'únic pilot que va guanyar el campionat en un automòbil construït per un constructor francès i encara és l'únic pilot a guanyar el campionat mundial en un automòbil construït a França (els Renault de 2005 i 2006 van ser construïts al Regne Unit), així com en un automòbil inscrit per un equip privat. També aquest any, Stewart va liderar almenys una volta de cada Gran Premi del Campionat Mundial i continua sent l'únic pilot a aconseguir aquesta gesta.

#### Tyrrell
Per a la temporada 1970, Matra va insistir a usar els seus propis motors V12, mentre que Tyrrell i Stewart volien continuar amb Cosworth i mantenir la seva connexió amb Ford, la qual cosa entrava en conflicte amb les connexions recents de Matra amb Chrysler. Tyrrell va decidir construir el seu propi automòbil i, mentrestant, va comprar un xassís de March Engineering; Stewart va portar el 701-Cosworth a la victòria a laCarrera de Campions disputada a Brands Hatch (fora del campionat) i al GP d'Espanya, però el desenvolupament de l'automòbil es va estancar i aviat va ser superat pel nou 72 de l'equip Lotus. El nou Tyrrell 001-Cosworth va aparèixer a l'agost. Va patir problemes, però es va mostrar prometedor. Tyrrell va continuar sent patrocinat per la companyia de combustible francesa Elf, i Stewart va córrer en un automòbil pintat de blau escocès durant molts anys.

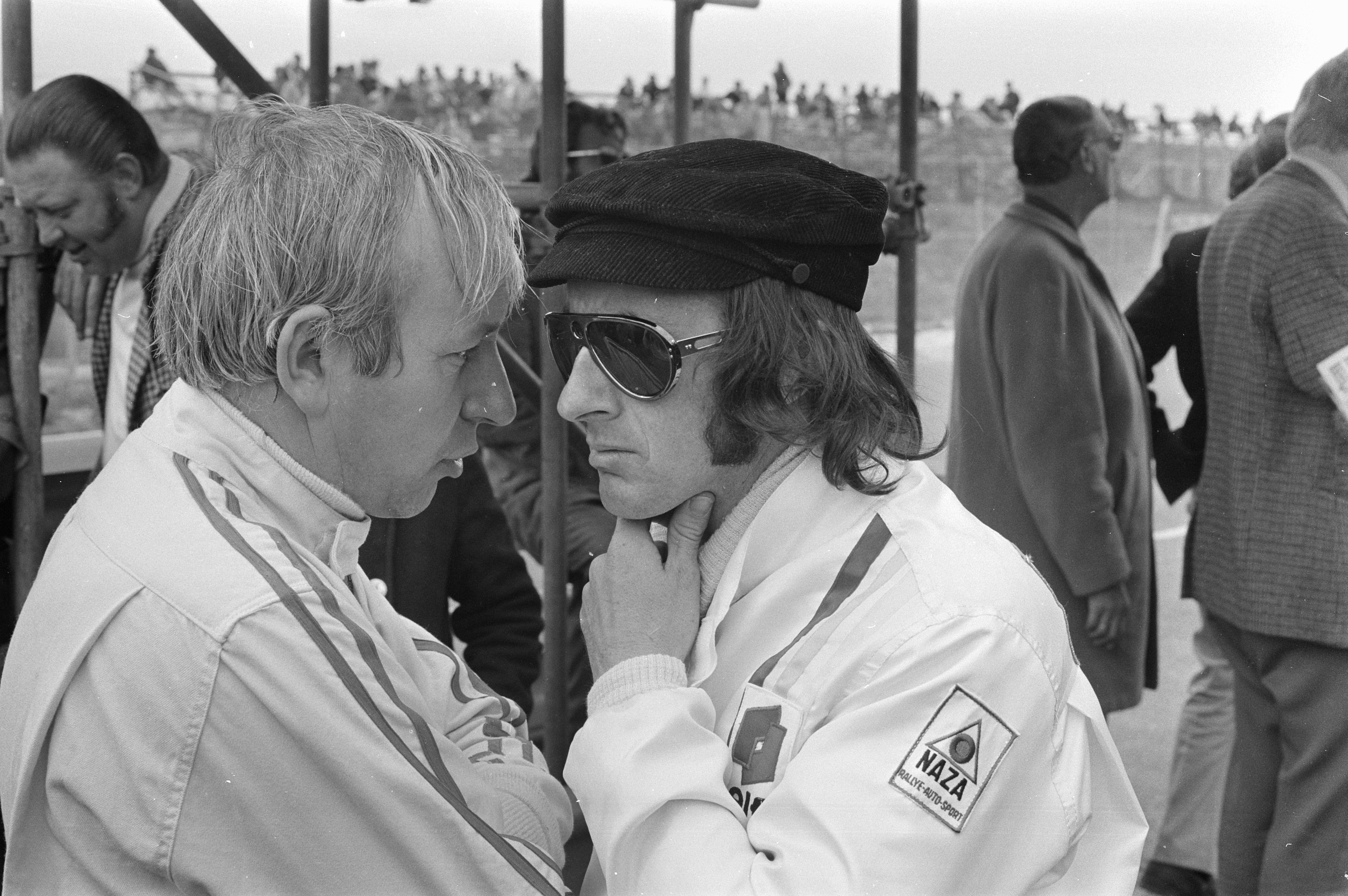
John Surtees i Stewart, a Zandvoort 1971.

Stewart va guanyar el Campionat Mundial de Fórmula 1 de l'any 1971 usant el Tyrrell 003-Cosworth, guanyant Espanya, Mònaco, França, Gran Bretanya, Alemanya i Canadà. Tyrrell va ser l'equip a vèncer i cap altre va tenir el rendiment o la consistència per lluitar pel títol. El subcampió va ser Ronnie Peterson de March, qui va sumar poc més de la meitat dels punts de Stewart. François Cevert, en la seva primera temporada completa amb Tyrrell, va finalitzar tercer amb una victòria.
L'estrès de les carreres durant tot l'any i en diversos continents eventualment va causar problemes mèdics a Stewart. Va guanyar el campionat mundial de 1971 malgrat tenir mononucleosi i creuar l'Oceà Atlàntic 186 vegades a causa de compromisos amb els mitjans als Estats Units. Durant la temporada 1972 de Fórmula 1 es va perdre el Gran Premi de Bèlgica a Nivelles a causa d'una gastritis. Així i tot, va guanyar els Grans Premis de Argentina, França, Gran Premi dels Estats Units de 1972 i Canadà, per quedar segon darrere d'Emerson Fittipaldi (Lotus) en la classificació de pilots.
L'escocès tornarà a repetir triomf al mundial la temporada 1973 retirant-se just després del GP dels EUA disputat a Watkins Glen, en què el seu company Cevert va perdre la vida, fet que el va afectar profundament i va motivar la seva retirada d'aquesta carrera i de l'activitat com a pilot, just abans de completar cent curses llargues.

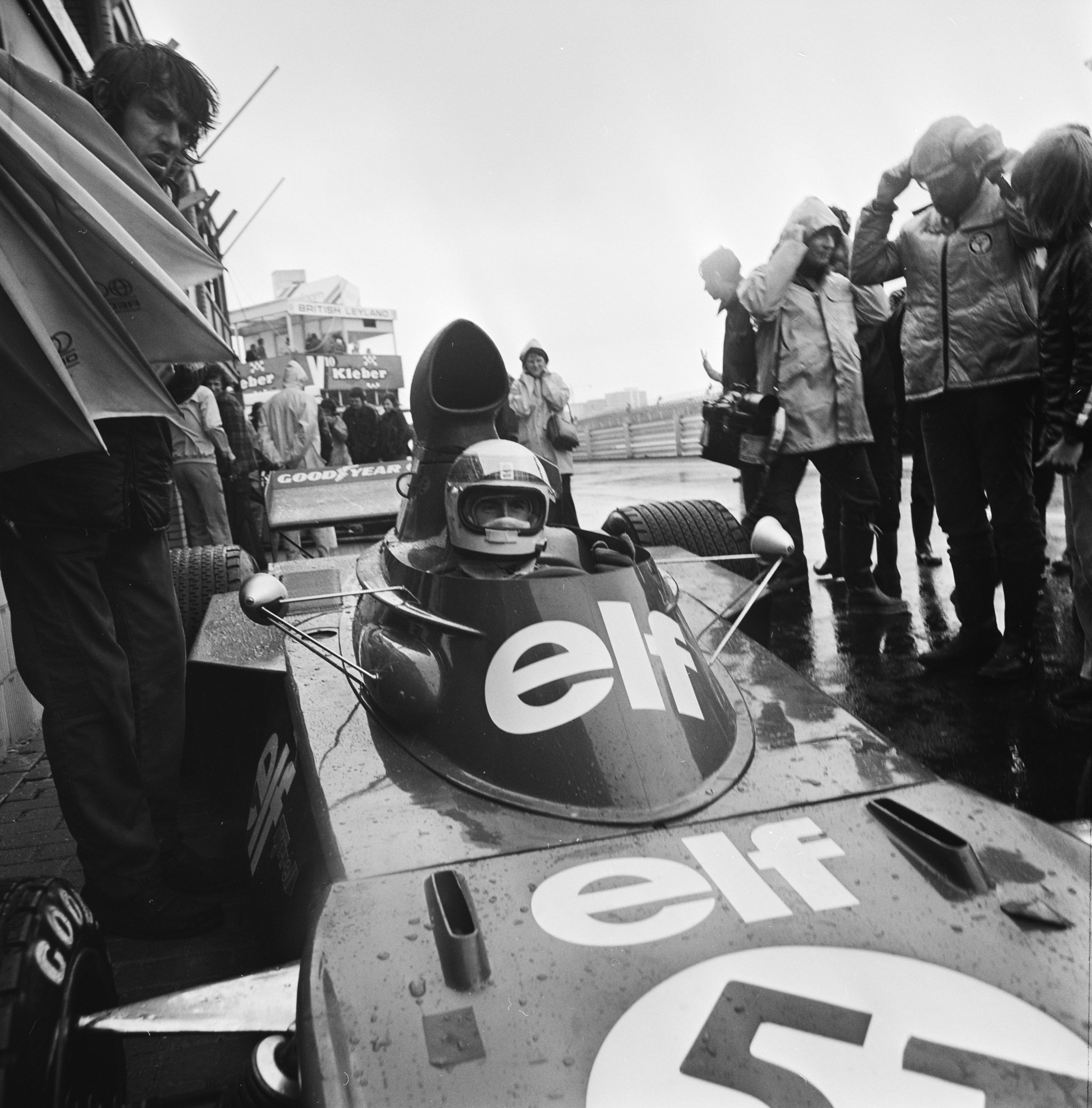
Stewart a Zandvoort 1973.

Tot i que havia decidit retirar-se, va guanyar a Sud-àfrica, Bèlgica, Mònaco i Països Baixos. La seva última i 27a victòria va arribar a Nürburgring amb un 1-2 per a Tyrrell. «Res em va donar més satisfacció que guanyar a Nürburgring encara que, malgrat això, sempre vaig tenir por». Stewart va dir més tard. Després de l'accident fatal del seu company d'equip François Cevert a la pràctica per al Gran Premi dels Estats Units de 1973 a Watkins Glen, Stewart es va retirar una carrera abans del previst i es va perdre iniciar el seu Gran Premi número 100. Stewart ja havia guanyat el Campionat de Pilots al Gran Premi d'Itàlia dues curses abans. Emerson Fittipaldi va ser el seu principal rival, qui va ser líder del campionat fins al GP de França, la vuitena carrera.
Stewart va mantenir el rècord de més victòries d'un pilot de Fórmula 1 (27) durant 14 anys fins que Alain Prost el va superar el 1987, i el rècord de més victòries d'un pilot britànic de Fórmula U durant 19 anys fins que Nigel Mansell va guanyar el Gran Premi de Gran Bretanya del 1992. En el seu treball de comentarista per a l'emissora de carreres Channel 9 durant una carrera de 1988, Stewart va dir que li havien preguntat en nombroses ocasions si no estava content per perdre el seu rècord davant Prost, i va continuar dient que estava feliç que el seu rècord havia estat pres per algú del seu calibre, ja que creia que era el millor pilot de Fórmula 1.

## Protestes sobre la seguretat
Al Circuit de Spa-Francorchamps, disputant el GP de Bèlgica de la temporada 1966, Stewart va sortir-se de la pista mentre conduïa a 266 km/h sota una forta pluja i va xocar contra un pal de telèfon i un cobert abans de descansar en una granja. La seva columna de direcció va immobilitzar-li la cama, mentre que els tancs de combustible trencats van buidar el contingut a la cabina. No hi havia assistents per treure'l, ni hi havia eines adequades disponibles i Stewart va ser rescatat pels seus col·legues Graham Hill i Bob Bondurant, els qui també s'havien estavellat prop. No hi havia metges ni instal·lacions mèdiques a la pista, i van col·locar Stewart al llit d'una camioneta, on va estar fins que va arribar una ambulància. Primer va ser traslladat al centre de primers auxilis de la pista, on va esperar en una llitera, que va ser col·locada en un terra sembrat de burilles i altres deixalles. Finalment, una altra ambulància el va recollir, però el conductor de l'ambulància es va perdre conduint a un hospital a Lieja. Finalment, un avió privat va portar Stewart de tornada al Regne Unit per rebre tractament.
Després del seu accident a Spa, Stewart es va convertir en un obert defensor de la seguretat a les carreres. Més tard, va explicar: «Si tinc algun llegat per deixar l'esport, espero que es vegi com una àrea de seguretat perquè quan vaig iniciar, les anomenades precaucions i mesures de seguretat eren diabòliques».
Stewart va fer campanya amb Louis Stanley (cap de BRM) per millorar els serveis d'emergència i millors barreres de seguretat al voltant de les pistes. «Estàvem competint en circuits on no hi havia barreres davant dels boxs, i el combustible era tirat als bidons al pit lane. Un monoplaça podia xocar fàcilment contra els boxs en qualsevol moment. Era ridícul». Com a mesura provisional, Stewart va contractar un metge privat perquè estigués en totes les seves carreres i va col·locar una clau anglesa a l'eix de direcció del seu BRM, per utilitzar-la en cas que fos necessari novament. Stewart va pressionar per l'ús obligatori del cinturó de seguretat i els cascos integrals per als conductors, que s'han convertit en omissions impensables per a les carreres modernes. De la mateixa manera, va pressionar els propietaris de pistes perquè les modernitzessin, inclosa l'organització de boicots de carreres per part dels pilots a Spa-Francorchamps el 1969, Nürburgring el 1970 a la qual es va unir el seu amic proper Jochen Rindt i al de Zandvoort el 1972 fins que es van millorar les barreres, les àrees d'escapatòria, els equips de bombers i les instal·lacions mèdiques.
Alguns pilots i membres de la premsa creien que les millores de seguretat per les quals advocava Stewart restaven valor a l'esport, mentre que els propietaris de pistes i els organitzadors de carreres es resistien als costos addicionals. «Hauria estat un campió mundial molt més popular si sempre hagués dit el que la gent volia escoltar. Podria haver mort, però definitivament més popular», va dir Stewart més tard.
Després de la seva retirada el 1973, Stewart va continuar treballant per millorar la seguretat en l'automobilisme. Cinc anys després, el dirigent de la Fórmula 1 Bernie Ecclestone va contractar el metge Sid Watkins com a metge oficial, començant així un procés d'implantació de mesures de seguretat en l'automobilisme.

## Comentarista de televisió
Durant el període de 1971 a 1986, Stewart va cobrir carreres de F1, NASCAR i les 500 Milles d'Indianapolis com a comentarista, i també va fer funcions com a presentador d'aquestes. Jackie va ser un locutor principal per a les competicions de Luge als Jocs Olímpics d'hivern de 1976 i les d'Hípica als Jocs Olímpics d'estiu de 1976 (en associació amb Chris Schenkel) al programa Wide World of Sports de l'ABC. Es va destacar per la seva anàlisi perspicaç, accent escocès i parla ràpida, la qual cosa una vegada va fer que el comentarista esportiu principal d'ABC, Jim McKay, comentés que Stewart parlava gairebé tan ràpid com conduïa.
En el seu llibre Winning Is Not Enough, Stewart va revelar que va fer servir notes per llegir per fer una transmissió de televisió, ja que no podia llegir d'un teleprònter a causa de la seva dislèxia. També va revelar que hi havia tensió entre ell i el productor de ABC Sports, Roone Arledge, ja que Stewart també estava fent comercials per a Ford Motor Company i diversos dels comercials es van transmetre a Wide World of Sports, on era un comentarista habitual allà i això el va portar a deixar l'ABC el 1986.
Més tard, Stewart va cobrir les carreres de la CART a partir de Long Beach el 1987 a NBC SportsWorld, juntament amb Paul Page. Va tornar el 1988, juntament amb Charlie Jones. Stewart només va cobrir autòdroms i carreres de carrer en el seu breu temps a NBC. No va tornar el 1989.
Stewart també va treballar en la cobertura televisiva d'Austràlia i Canadà, des de finals de 1986 fins a mitjan dècada de 1990.

## Equip propi
Stewart i el seu fill Paul Stewart van fundar l'any 1997 l'equip Stewart F1 per disputar el mundial de Fórmula 1. L'equip va disputar curses a la F1 entre la temporada 1997 i la temporada 1999. Tenia la seu a Milton Keynes, Gran Bretanya aconseguint una pole position i una victòria.
L'equip Stewart va debutar al GP d'Austràlia, prova inicial de la temporada 1997 amb els pilots Rubens Barrichello i Jan Magnussen. A final de la temporada 1999 va vendre l'equip i va passar a ser l'escuderia Jaguar.

## Resultats a la Fórmula 1
(key) (Les curses en negreta indiquen pole)
| Any   | Equip                       | 1       | 2       | 3       | 4       | 5       | 6       | 7       | 8       | 9       | 10      | 11      | 12      | 13      | 14    | 15      | Team                        | WDC | Punts   |
| ----- | --------------------------- | ------- | ------- | ------- | ------- | ------- | ------- | ------- | ------- | ------- | ------- | ------- | ------- | ------- | ----- | ------- | --------------------------- | --- | ------- |
| 1965  | BRM                         | RSA 6   | MON 3   | BEL 2   | FRA 2   | GBR 5   | PBA 2   | ALE Ret | ITA 1   | USA Ret | MEX Ret |         |         |         |       |         | BRM                         | 3.º | 33 (34) |
| 1966  | Owen Racing Organisation    | MON 1   | BEL Ret | FRA     | GBR Ret | PBA 4   | ALE 5   | ITA Ret | USA Ret | MEX Ret |         |         |         |         |       |         | BRM                         | 7.º | 14      |
| 1967  | Owen Racing Organisation    | RSA Ret | MON Ret | PBA Ret | BEL 2   | FRA 3   | GBR Ret | ALE Ret | CAN Ret | ITA Ret | USA Ret | MEX Ret |         |         |       |         | BRM                         | 9.º | 10      |
| 1968  | Matra International         | RSA Ret | ESP     | MON     | BEL 4   | PBA 1   | FRA 3   | GBR 6   | ALE 1   | ITA Ret | CAN 6   | USA 1   | MEX 7   |         |       |         | Matra International         | 2.º | 36      |
| 1969  | Matra International         | RSA 1   | ESP 1   | MON Ret | PBA 1   | FRA 1   | GBR 1   | ALE 2   | ITA 1   | CAN Ret | USA Ret | MEX 4   |         |         |       |         | Matra International         | 1.º | 63      |
| 1970  | Tyrrell Racing Organisation | RSA 3   | ESP 1   | MON Ret | BEL Ret | PBA 2   | FRA 9   | GBR Ret | ALE Ret | AUT Ret | ITA 2   | CAN Ret | USA Ret | MEX Ret |       |         | Tyrrell Racing Organisation | 5.º | 25      |
| 1971  | Elf Team Tyrrell            | RSA 2   | ESP 1   | MON 1   | PBA 11  | FRA 1   | GBR 1   | ALE 1   | AUT Ret | ITA Ret | CAN 1   | USA 5   |         |         |       |         | Elf Team Tyrrell            | 1.º | 62      |
| 1972  | Elf Team Tyrrell            | ARG 1   | RSA Ret | ESP Ret | MON 4   | BEL INJ | FRA 1   | GBR 2   | ALE 11  | AUT 7   | ITA Ret | CAN 1   | USA 1   |         |       |         | Elf Team Tyrrell            | 2.º | 45      |
| 1973  | Elf Team Tyrrell            | ARG 3   | BRA 2   | RSA 1   | ESP Ret | BEL 1   | MON 1   | SUE 5   | FRA 4   | GBR 10  | PBA 1   | ALE 1   | AUT 2   | ITA 4   | CAN 5 | USA DNS | Elf Team Tyrrell            | 1.º | 71      |
| Font: |                             |         |         |         |         |         |         |         |         |         |         |         |         |         |       |         |                             |     |         |

## Palmarès
- Curses: 99
- Poles: 17
- Podis: 43
- Victòries: 27
- Voltes ràpides:15